# Franz Pauer
Franz Pauer (* 15. November 1870 in Wien; † 27. September 1936 ebenda) war ein österreichischer Verwaltungsbeamter.

## Leben
Franz Pauer studierte von 1889 bis 1894 Rechtswissenschaften an der Universität Wien. Er wurde am 19. Oktober 1889, eine Woche vor der Austernschlacht, Mitglied der katholischen Studentenverbindung KaV Norica Wien; später wurde er noch Mitglied der KÖHV Franco-Bavaria Wien, KAV Bajuvaria Wien, KÖStV Rudolfina Wien,  KDStV Ferdinandea Prag, KÖStV Glückauf Leoben, KÖStV Kürnberg Wien und ÖkaV Rhaeto-Danubia Wien im ÖCV. 1895 wurde er zum Dr. iur. promoviert. Er war zunächst im staatlichen Finanzdienst tätig. 1908 wechselte er in das kaiserlich und königliche Ministerium für öffentliche Arbeiten, wo er ein Jahr später Leiter der Abteilung für Wohnungsfürsorge für die deutschen Gebiete in der österreichischen Reichshälfte wurde. 1918 wurde er zum Ministerialrat ernannt und Leiter der neuen Abteilung für soziale Fürsorge, später wurde er zudem Leiter der Sektion für die Wohnungsfürsorge.
Er war vom 21. Juni 1921 bis 31. Mai 1922 Bundesminister für soziale Verwaltung in der Regierung von Johann Schober.
1923 ging Pauer in Ruhestand. Er wurde mehrfache ausgezeichnet und war unter anderem Mitglied des Kuratoriums des Fonds zur Errichtung von Werkstättengebäuden und Volkswohnungen in Wien sowie Kurator des Wiener Kriegerheimstättenfonds.

## Schriften
- Die Rentabilitätsberechnung bei Bau- und Wohnungsgenossenschaften, Selbstverlag der Zentralstelle für Wohnungsreform in Österreich, Wien 1912 (2. Auflage)
- Wohnungsanforderung und sonstige Wohnungsfürsorge, Manz, Wien 1920
- 20 Jahre Bau- und Wohnungsgenossenschaft Familie in Linz-Urfahr, Linz 1932